# Rațe de suprafață

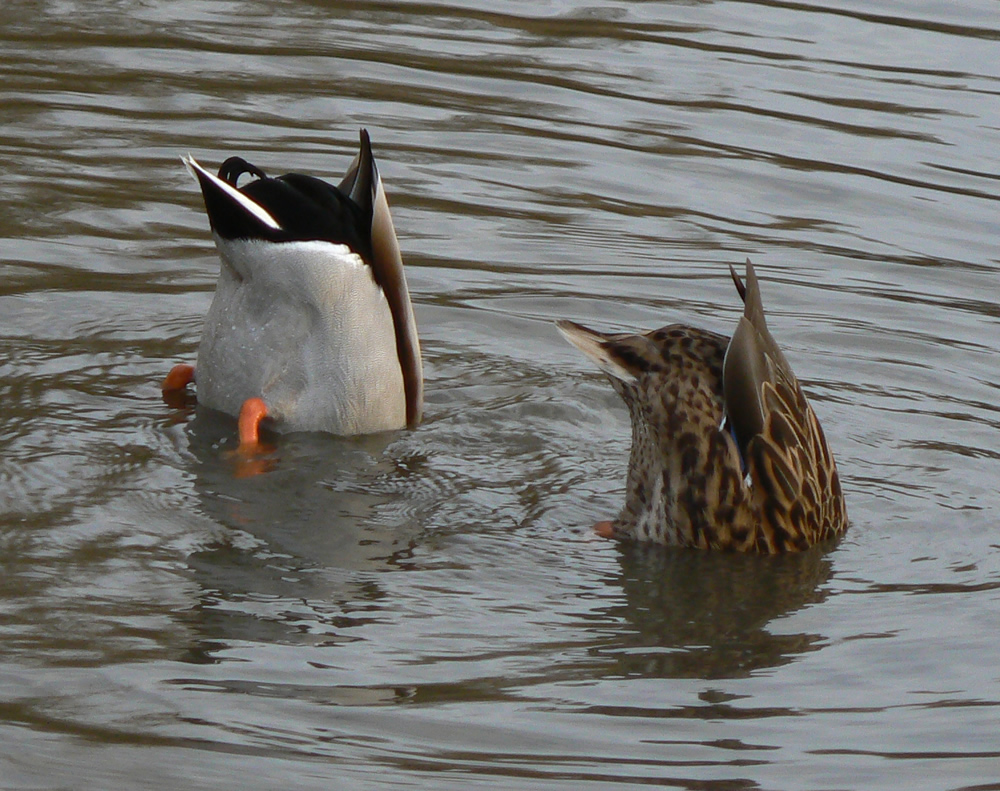
Hrănirea rațelor de suprafață prin scufundarea părţii anterioare a corpului, corpul fiind ținut vertical cu coada în sus.

Rațele de suprafață (tribul Anatini) (en. dabbling ducks - rațe bălăcitoare) sunt rațe de apă dulce, care în mod obișnuit se hrănesc în apele de suprafață, puțin adânci, mișcându-și ciocul scufundat în apă sau scufundu-și capul și partea anterioară a corpului pentru a obține cu ajutorul ciocului hrana de pe fund, în timp ce corpul este ținut vertical cu coada în sus, vâslind cu ajutorul picioarelor palmate. Se hrănesc cu fitoplancton și zooplancton, alge, mici nevertebrate. Au dimensiuni mult mai mici decât lebedele și gâștele, ciocul fiind mai plat, iar picioarele mai scurte. Rațele de suprafață se întâlnesc pe eleștee, bălți, lacuri naturale sau de acumulare și pe porțiunile lente ale cursurilor de apă. Sunt zburătoare robuste și se ridică brusc de pe apă. Majoritatea speciilor prezintă pete caracteristice pe aripi (așa numita oglinda alară formată de remigele secundare, care au culoare diferită de restul penajului). Rațele de suprafață manifestă un dimorfism sexual evident - masculii au un penaj nupțial ornamental, colorat strălucitor, iar femelele au colorit șters (predominant brun sau cafeniu-pestriț). Vara, în perioada de năpârlire, când remigele cad simultan, ele își pierd capacitatea de a zbura, iar penajul nupțial al masculilor este înlocuit cu un penaj postnupțial de eclipsă asemănător cu cel al femelei pentru a îi face mai puțin vizibili. Ponta este formată din 6-12 ouă. Au o carne gustoasă și constituie majoritatea speciilor importante de rațe de vânătoare în întreaga lume.

## Sistematica
După "Handbook of the Birds of the World Alive" tribul Anatini cuprinde 9 genuri și 53 specii:
- Amazonetta
  - Amazonetta brasiliensis
- Anas
  - Anas acuta = Rață sulițar
  - Anas albogularis
  - Anas andium
  - Anas aucklandica
  - Anas bahamensis
  - Anas bernieri
  - Anas capensis
  - Anas castanea
  - Anas chlorotis
  - Anas crecca = Rață mică
  - Anas eatoni
  - Anas erythrorhyncha = Rață cu cioc roșu
  - Anas flavirostris
  - Anas fulvigula
  - Anas georgica
  - Anas gibberifrons
  - Anas gracilis
  - Anas laysanensis
  - Anas luzonica
  - Anas melleri
  - Anas nesiotis
  - Anas platyrhynchos = Rață mare
  - Anas poecilorhyncha = Rață indiană cu ciocul pătat
  - Anas rubripes = Rață fumurie
  - Anas sparsa
  - Anas superciliosa = Rață neagră de Pacific
  - Anas undulata = Rață cu cioc galben
  - Anas wyvilliana
  - Anas zonorhyncha
- Lophonetta
  - Lophonetta specularioides
- Mareca
  - Mareca americana = Rață fluierătoare americană
  - Mareca falcata = Rață mică siberiană
  - Mareca penelope = Rață fluierătoare
  - Mareca sibilatrix = Rață fluierătoare ciliană
  - Mareca strepera = Rață pestriță
- Salvadorina
  - Salvadorina waigiuensis
- Sibirionetta
  - Sibirionetta formosa = Rață mică de Baikal
- Spatula
  - Spatula clypeata = Rață lingurar
  - Spatula cyanoptera = Rață cărămizie
  - Spatula discors = Rață mică cu aripi albastre
  - Spatula hottentota
  - Spatula platalea
  - Spatula puna
  - Spatula querquedula = Rață cârâitoare
  - Spatula rhynchotis
  - Spatula smithii
  - Spatula versicolor
- Speculanas
  - Speculanas specularis
- Tachyeres
  - Tachyeres brachypterus = Rață vapor fâlfâitoare
  - Tachyeres leucocephalus = Rață vapor cu capul alb
  - Tachyeres patachonicus = Rață vapor patagoniană
  - Tachyeres pteneres = Rață vapor magellanică